# Ершов, Владислав Иванович
Владисла́в Ива́нович Ершо́в (род. 22 июля 1938, Москва, СССР) — советский и российский учёный в области механики деформируемого твёрдого тела и технологии производства летательных аппаратов. Доктор технических наук, профессор, заведующий кафедрой технологии производства летательных аппаратов Московского авиационного технологического института им. К. Э. Циолковского (1981—1995). Лауреат Премии Совета Министров СССР, заслуженный деятель науки и техники РСФСР.

## Биография
- 1955—1960: учёба в Московском авиационном технологическом институте, специальность «Самолётостроение», квалификация по диплому: инженер-механик;
- 1981—1995: заведующий кафедрой «Технология производства летательных аппаратов» МАТИ;[2]
- 1981—1995: технический директор ООО «Техноком».

## Научная и педагогическая деятельность
Профессор В. И. Ершов — создатель научной школы в области совершенствования методов листовой штамповки деталей летательных аппаратов. Самостоятельно и в соавторстве опубликовал свыше 500 научных работ, в том числе разработал и оформил более 250 изобретений, выпустил 14 монографий. Им подготовлено более 20 кандидатов технических наук. За время работы В. И. Ершова заведующим кафедрой сотрудниками и соискателями кафедры защищено 7 докторских диссертаций.

## Наиболее известные научные работы[3]
1. Новое в технологии штамповки / Труды института — 65 (сборник статей) // М.: «Машиностроение», 1966. — Соавт.: М. Н. Горбунов, А. Г. Пашкевич, О. В. Попов;
2. Технологичность конструкций изделий / Справочник // М.: «Машиностроение», 1985. — Соавт.: В. В. Павлов и др.;
3. Технология сборки самолётов // М.: «Машиностроение», 1987. — Соавт.: М. Ф. Каширин, В. В. Павлов, В. С. Хухорев и др.;
4. Математическое моделирование процессов осесимметричного деформирования листовой штамповки / Учебное пособие // М.: МФТИ, 1988. — Соавт.: А. С. Чумадин;
5. Совершенствование формоизменяющих операций листовой штамповки // М.: «Машиностроение», 1990. — Соавт.: В. И. Глазков, М. Ф. Каширин;
6. Справочник кузнеца-штамповщика // М.: МАИ, 1996. — Соавт.: А. С. Чумадин, В. В. Уваров и др.;
7. Технология сборки самолётов и вертолётов // М.: МАИ, 1998. — Соавт.: М. Ф. Каширин, В. В. Павлов и др.;
8. Автоматизация сборки и технологического проектирования / Под ред. В. И. Ершова // М.: МАИ, 1998;
9. Листовая штамповка. Расчёт технологических параметров / Справочник // М.: МАИ, 1999. — 516 стр. — 1000 экз. — ISBN 5-7035-2376-1. — Соавт.: А. С. Чумадин, О. В. Попов и др.

## Признание
- лауреат Премии Совета Министров СССР[1];
- заслуженный деятель науки и техники РСФСР.